# Ian Allison
Pour les articles homonymes, voir Allison.
Ian Allison, né le 26 juillet 1907 ou 1909, à Greenock (Écosse) et mort le 4 août 1990, à London (Canada), est un joueur canadien de basket-ball.

## Palmarès
- Finaliste des Jeux olympiques d'été de 1936